# Нахичеванский государственный музей истории
Нахичеванский государственный музей истории (азерб. Naxçıvan Dövlət Tarix Muzeyi) — музей истории Нахичевана, основанный в 1924 году. Музей расположен на улице Истиглал города Нахичевань Нахичеванской Автономной Республики.

## История
Нахичеванский государственный музей истории был открыт в 1924 году. Первоначально музей был создан как историко-этнографический. В последующие годы музей носил название историко-краеведческого музея. В 1968 году музею был присвоен статус Государственного музея.
В ноябре 1969 года в Нахчыванском государственном историческом музее совместно с Институтом Истории Азербайджанской Академии Наук была проведена научно-теоретическая конференция Институт истории Азербайджанской академии наук провел научно-теоретическую конференцию с музеем. Основные вопросы затрагиваемые на конференции касались изучения древней истории Нахичевана, развития антропологической науки в Азербайджане, истории советской эпохи в Нахичеване, также широко обсуждалось изучение истории этнографии Автономной Республики.
В музее также проводятся научно исследовательские работы, стационарные и мобильные выставки, встречи, мемориальные церемонии, научно-теоретические и экспериментальные конференции, круглые столы и т. д. проводятся информационно-просветительские мероприятия.

## Экспозиция
В Нахичеванском государственном историческом музее хранятся более 48 000 экспонатов. Во время археологических раскопок в Нахичеванской Автономной Республике обнаружены образцы прикладного искусства, древние нумизматические материалы, а также национальные костюмы, вышивка и изделия из ковра, ювелирные изделия из драгоценных металлов, предметы домашнего обихода, картины.
Экспозиция в основном охватывает древнюю, средневековую, современную и новую эпохи. Музей состоит из 10 отделений. Здесь представлены различные виды орудий труда, предметы эпохи палеолита и неолита, камни, обсидиановые доски, каменные молотки, кости, медные и серебряные монеты, найденные в Нахичеванской Автономной Республике, фотографии архитектурных памятников средневекового архитектора Аджеми Абубакр Нахчивани гробница Момине Хатун, гробница Юсуфа Кусейра оглу и другие архитектурные памятники, ковроткачество, ювелирные изделия, медь, керамика и образцы декоративно-прикладного искусства, а также ремесла ручной работы национальных мастеров.